# Coniferen
De coniferen (wetenschappelijke naam Coniferae, of bijvoorbeeld in de 23e druk van de Heukels, Coniferales) vormen een groep in het plantenrijk met ruim zeshonderd soorten. Ze behoren tot de naaktzadigen (Gymnospermae) en zijn daarvan de meest soortenrijke groep. Er zijn ook andere naaktzadigen, die dus géén coniferen zijn, ook al dragen ze de zaden in kegels.

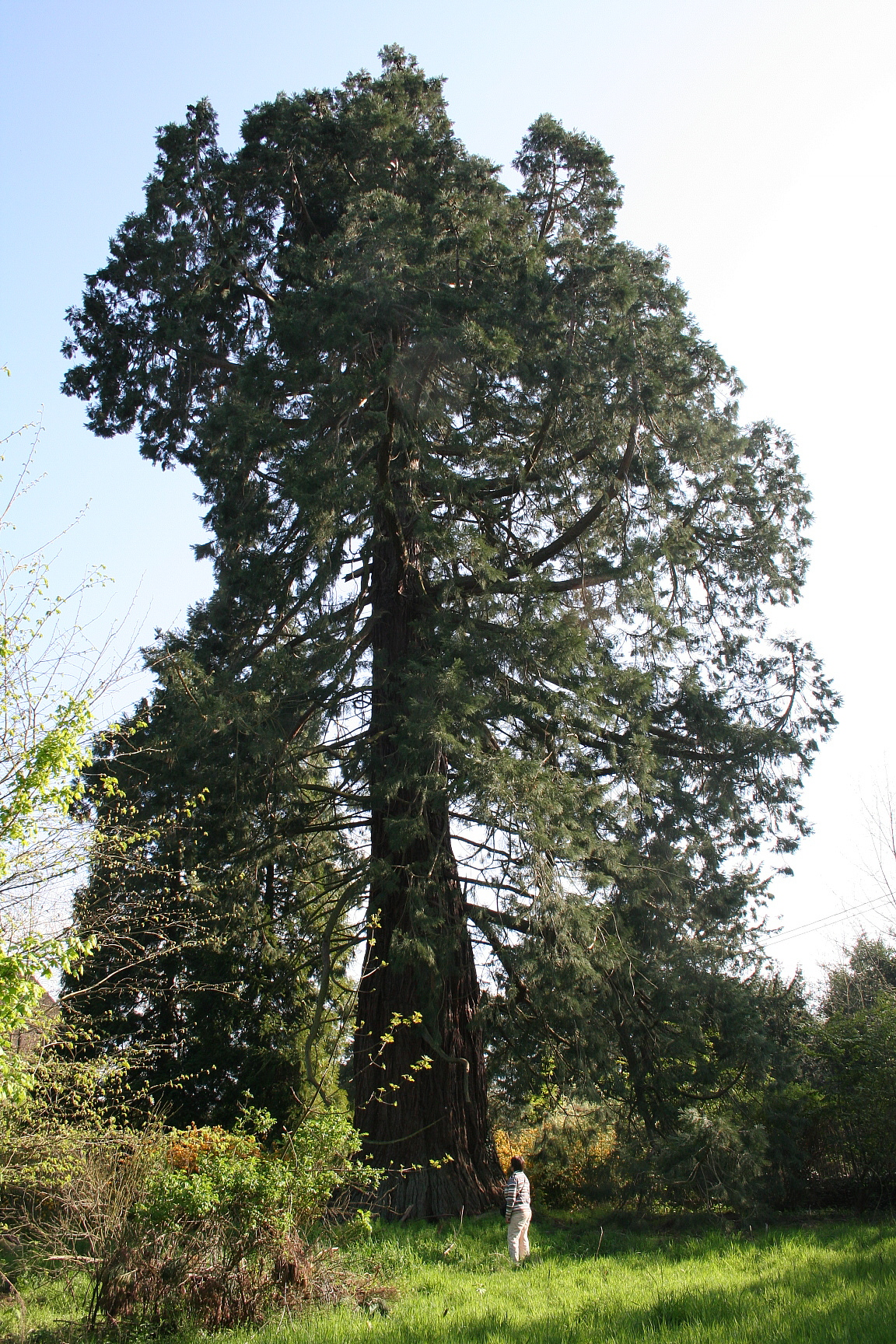
Mammoetboom (Sequoiadendron giganteum)

De naam "coniferen" betekent "kegeldragers". Ze heten zo omdat de zaaddragende structuren in een kegelvrucht (of strobilus) georganiseerd zijn. Er zijn nooit echte vruchten, al kunnen er wel structuren zijn die fruitachtig overkomen, zoals bij de jeneverbes en bij Taxus. De bestuiving vindt altijd door de wind plaats.
In de volksmond wordt met conifeer veelal aangeduid een boom uit de geslachten Chamaecyparis, Cupressus (zie ook: cipres), Thuja (levensboom) en Juniperus (jeneverbes), maar niet de leden van de familie Pinaceae zoals Pinus (den) en Picea (spar).
De coniferen zijn houtige planten, meestal bomen, zogeheten "naaldbomen" vanwege de meestal naaldvormige bladeren. Naaldbomen groeien voornamelijk in de gematigde streken; voor zover ze voorkomen in meer tropische gebieden is dat in de bergen. Er bestaan "naaldboomsoorten" waarvan het loof meer op bladeren lijkt dan op naalden. De meeste coniferen zijn altijd groen, maar er zijn ook enkele soorten die 's winters de naalden verliezen, zoals de lariks, de watercipres en de moerascipres. De laatste twee verliezen zelfs de korte loten waarop de naalden staan.
Een pinetum (naaldbomen- of coniferentuin) is een gespecialiseerd arboretum (bomentuin).

## Economisch belang
Coniferen zijn de belangrijkste houtleveranciers ter wereld, het zogenaamde naaldhout. Daarnaast worden ook wel harsen gewonnen, en in verleden ook terpentijn.

## Naamgeving
Er zijn ruim zeshonderd recente soorten coniferen. Deze zijn ooit wel alle tezamen opgevat als één familie, of als twee families. Meestal worden de coniferen beschouwd als een orde. De 23e druk van de Heukels noemt deze orde Coniferales ("kegeldraagachtigen"). Net als Coniferae ("kegeldragenden") is dit een beschrijvende plantennaam.
Daarnaast is het toegestaan een naam te gebruiken die gevormd wordt uit de naam van een familie met de toepasselijke uitgang. Uitgaande van de familienaam Pinaceae geldt dat, wanneer de coniferen opgevat worden als:
- een stam dan is de naam Pinophyta beschikbaar
- een klasse dan is de naam Pinopsida beschikbaar
- een orde dan is de naam Pinales beschikbaar

## Een taxonomische indeling
Volgens de 23e druk van de Heukels worden de coniferen gerekend tot de Naaktzadigen (zonder rang of wetenschappelijke naam) die op hun beurt gerekend worden tot de klasse Spermatopsida (de zaadplanten).
Naast de levende coniferen (samen één orde) zijn er uitgestorven orden:
| - Spermatophyta, zaadplanten - † Klasse Lyginopteridopsida - - † Klasse Medullosopsida - - † Klasse Callistophytopsida - - Klasse Cycadopsida - - † Klasse Peltaspermopsida - - - Stam Ginkgophyta - Orde Ginkgoales - - Stam Gnetophyta - Orde Gnetales - Orde Ephedrales - Orde Welwitschiales - Stam Coniferophyta, Coniferae, Coniferales - † Klasse Cordaitopsida - † Orde Cordaitales - - † Klasse Voltziopsida - Klasse Pinopsida - Orde Pinales - - - † Klasse Caytoniopsida - Stam † Cycadeoidophyta - Stam Angiospermophyta, bedektzadigen< |
| Verklaring kleuren: zaadvarens, naaktzadigen + naaktzadigen, bedektzadigen |